# Nitschkia acanthostroma
Nitschkia acanthostroma är en svampart som först beskrevs av Jean François Montagne, och fick sitt nu gällande namn av John Axel Nannfeldt 1975. Nitschkia acanthostroma ingår i släktet Nitschkia och familjen Nitschkiaceae.   Inga underarter finns listade i Catalogue of Life.